# Canton d'Agen-4
Pour les articles homonymes, voir Canton d'Agen (homonymie).
Le canton d'Agen-4 est une circonscription électorale française du département de Lot-et-Garonne.

## Histoire
Un nouveau découpage territorial de Lot-et-Garonne entre en vigueur à l'occasion des élections départementales de 2015. Il est défini par le décret du 26 février 2014, en application des lois du 17 mai 2013 (loi organique 2013-402 et loi 2013-403). Les conseillers départementaux sont, à compter de ces élections, élus au scrutin majoritaire binominal mixte. Les électeurs de chaque canton élisent au Conseil départemental, nouvelle appellation du Conseil général, deux membres de sexe différent, qui se présentent en binôme de candidats. Les conseillers départementaux sont élus pour 6 ans au scrutin binominal majoritaire à deux tours, l'accès au second tour nécessitant 12,5 % des inscrits au 1er tour. En outre la totalité des conseillers départementaux est renouvelée. Ce nouveau mode de scrutin nécessite un redécoupage des cantons dont le nombre est divisé par deux avec arrondi à l'unité impaire supérieure si ce nombre n'est pas entier impair, assorti de conditions de seuils minimaux. En Lot-et-Garonne, le nombre de cantons passe ainsi de 40 à 21.
Le canton d'Agen-4 est formé de communes d'une commune entière et d'une fraction de la commune d'Agen. Il est entièrement inclus dans l'arrondissement d'Agen. Le bureau centralisateur est situé à Agen.

## Représentation
| Période élective | Période élective | Mandat | Mandat   | Identité                  | Nuance | Nuance | Qualité |
| ---------------- | ---------------- | ------ | -------- | ------------------------- | ------ | ------ | --- |
| 2015             | 2021             | 2015   | 2021     | Christophe Bocquet        |        | LR     | Vétérinaire retraité, conseiller municipal du Passage jusqu'en 2020 |
| 2015             | 2021             | 2015   | 2021     | Clémence Brandolin-Robert |        | LR     | Fonctionnaire, adjointe au maire d'Agen (première adjointe depuis 2020) |
| 2021             | 2028             | 2021   | en cours | Béatrice Lavit            |        | PS     | Syndicaliste, Président de la Caisse d'allocations familiales, vice-présidente chargée de l’Administration générale et des ressources humaines, suppléante du sénateur Michel Masset |
| 2021             | 2028             | 2021   | en cours | Jean-Jacques Mirande      |        | PCF    | 2ème Adjoint au maire du Passage |

### Résultats détaillés

#### Élections de mars 2015
À l'issue du premier tour des élections départementales de 2015, deux binômes sont en ballottage : Brigitte Barailles et Jean-Louis Mateos (Union de la gauche, 33,49 %) et Christophe Bocquet et Clémence Brandolin-Robert (UMP, 29,65 %). Le taux de participation est de 50,99 % (6 203 votants sur 12 165 inscrits) contre 57,81 % au niveau départemental et 50,17 % au niveau national.
Au second tour, Christophe Bocquet et Clémence Brandolin-Robert (UMP) sont élus avec 53,36 % des suffrages exprimés et un taux de participation de 51,16 % (2 950 voix pour 6 222 votants et 12 161 inscrits).

#### Élections de juin 2021
Le premier tour des élections départementales de 2021 est marqué par un très faible taux de participation (33,26 % au niveau national). Dans le canton d'Agen-4, ce taux de participation est de 34,5 % (4 107 votants sur 11 904 inscrits) contre 39,29 % au niveau départemental. À l'issue de ce premier tour, deux binômes sont en ballottage : Béatrice Lavit et Jean-Jacques Mirande (PS, 43,9 %) et Clémence Brandolin-Robert et Christian Jacq (Union au centre et à droite, 33,37 %).
Le second tour des élections est marqué une nouvelle fois par une abstention massive équivalente au premier tour. Les taux de participation sont de 34,36 % au niveau national, 41,08 % dans le département et 35,98 % dans le canton d'Agen-4. Béatrice Lavit et Jean-Jacques Mirande (PS) sont élus avec 51,65 % des suffrages exprimés (2 045 voix pour 4 282 votants et 11 902 inscrits),,.

## Composition
| Nom                          | Code Insee | Intercommunalité        | Superficie (km2) | Population (dernière pop. légale)               | Densité (hab./km2) | Modifier                                    |
| ---------------------------- | ---------- | ----------------------- | ---------------- | ----------------------------------------------- | ------------------ | ------------------------------------------- |
| Agen (bureau centralisateur) | 47001      | CA Agglomération d'Agen | 11,49            | Fraction : 8 750 (2022) Commune : 32 193 (2022) | 2 802              | modifier les données · modifier les données |
| Le Passage                   | 47201      | CA Agglomération d'Agen | 12,89            | 9 360 (2022)                                    | 726                | modifier les données · modifier les données |
| Canton d'Agen-4              | 4704       |                         |                  | 18 110 (2022)                                   |                    | modifier les données                        |

Le canton d'Agen-4 comprend :
1. une commune entière,
2. la partie de la commune d'Agen non comprise dans les cantons d'Agen-1, d'Agen-2 et d'Agen-3.

## Démographie
En 2022, le canton comptait 18 110 habitants, en évolution de −2,28 % par rapport à 2016 (Lot-et-Garonne : −0,18 %, France hors Mayotte : +2,11 %).
| 2013   | 2018   | 2022   |
| ------ | ------ | ------ |
| 18 735 | 18 583 | 18 110 |